# 川口佐枝子
川口 佐枝子（かわぐち さえこ、1969年9月25日 - ）は、フリーアナウンサー。元東京MXテレビ（TOKYO MX）アナウンサー、ビデオジャーナリスト。元アスクマネージメント（テレビ朝日アスク）所属。

## 人物・経歴
- 血液型AB型、身長約150cm。蕎麦アレルギー。かなりの高所恐怖症だという。既婚。
- 岐阜県岐阜市出身。南山大学文学部国語学国文学科卒業。東京MXテレビ以前はZIP-FM（当時は「FM名古屋」、1993年開局）のアナウンサーとして出演。東京MXテレビ設立時に、報道制作局報道制作部（現・報道センター報道部）ビデオジャーナリスト、アナウンサーとして移籍。MXでは、都庁記者クラブからの中継などを担当。2006年9月末に東京MXテレビをいったん退職したが、2008年6月より同僚だった坂本知子の退職に伴い、2009年3月までの期限付きで契約キャスターとして一時復帰していた。

## 過去の出演番組
- 東京NEWS
- TOKYO MX NEWS
- モーニングTOKYO（白沢みきのリリーフ）
- TOKYOモーニングサプリ（2003年4月 - 2004年3月は火曜日、2004年4月 - 2006年3月は木曜日担当）
- 世界は今 JETROグローバル・アイ（2004年4月 - 2005年3月）
- TOKYO MX NEWS